# Stephanie Farrow
Stephanie Farrow (* 3. Juni 1949 in Los Angeles, Kalifornien, Vereinigte Staaten) ist eine US-amerikanische Schauspielerin und eine der Töchter der Schauspielerin Maureen O’Sullivan.

## Leben und Karriere
Stephanie Farrow wurde 1949 als Tochter von Maureen O’Sullivan und ihrem ersten Ehemann John Farrow in den Vereinigten Staaten geboren. Sie hat mehrere Geschwister, darunter die Schauspielerinnen Mia Farrow und Tisa Farrow und Prudence Farrow. Außerdem hat sie mehrere Brüder.
Ihren ersten Auftritt als Schauspielerin hatte sie im Jahr 1983 in dem Film Gefährliches Dreieck an der Seite von Nastassja Kinski. Noch im selben Jahr trat sie in Zelig auf. Hier verkörperte sie die Rolle der Meryl Fletcher. Dies war ihre größte und wichtigste Rolle in einem Film. Zuletzt trat sie noch in dem Film The Purple Rose of Cairo aus dem Jahr 1985 auf und beendete danach ihre Karriere als Schauspielerin. Anders als ihrer Schwester Mia Farrow gelang ihr nie der internationale Durchbruch als Schauspielerin.

## Filmografie
Als Schauspielerin
- 1983: Gefährliches Dreieck (Exposed)
- 1983: Zelig
- 1985: The Purple Rose of Cairo

Archivmaterial
- 2021: Allen V. Farrow (Allen v. Farrow, Fernsehserie, 1 Folge)